# Esther Duflo
Esther Caroline Duflo (Parijs, 25 oktober 1972) is een Frans-Amerikaans econoom. Ze is als hoogleraar verbonden aan het Massachusetts Institute of Technology. In 2019 werd aan haar de Nobelprijs voor de economie toegekend, samen met haar beide co-onderzoekers Abhijit Banerjee en Michael Kremer, "voor hun  vernieuwende aanpak om de wereldwijde armoede te verlichten".
Haar onderzoek richt zich op het gedrag van het individu in ontwikkelingslanden inzake onderwijs, toegang tot financiering en gezondheidszorg. Dankzij haar werk is het leven van miljoenen mensen over de hele wereld verbeterd. Zij is de tweede vrouw in de geschiedenis die deze prijs heeft ontvangen en met haar 47 jaar ook de jongste winnaar ooit.
Op 8 november 2019 nam zij een eredoctoraat in Economie in ontvangst van de Erasmus Universiteit Rotterdam (EUR).

## Vorming
Esther Duflo behaalde haar bachelor economie aan de ENS in 1994 en een jaar later studeerde ze af in dezelfde studierichting aan de Delta Business School eveneens in Parijs. Haar doctoraal verkreeg ze aan het Massachusetts Institute of Technology (1999). Daar ontmoette ze ook haar toekomstige echtgenoot Abhijt Banerjee. In 2003 startte ze, samen met Banerjee, het Abdul Latif Jameel Poverty Action Lab, kortweg J-PAL, dat wereldwijd wetenschappelijk onderzoek verricht naar armoedebestrijding. Dit instituut heeft al meer dan 1000 studies in ruim 80 landen uitgevoerd.

## Denkrichtingen
In de ontwikkelingseconomie zijn er verschillende stromingen. De Amerikaan Jeffrey Sachs, de geestelijke vader van de Millenniumdoelstellingen, betoogde in 2005 dat met een forse kapitaalinjectie en het stimuleren van economische groei, de armoede in ontwikkelingslanden binnen 20 jaar zou verdwijnen.
Duflo verwijt de ontwikkelingseconoom William Easterly, dat hij beweert dat ontwikkelingshulp corruptie in de hand werkt, bevoogdend is voor de armen en het maatschappelijk middenveld in de ontwikkelingslanden verzwakt. Volgens haar spreekt hieruit een diepgaand wantrouwen tegenover de armlastigen, omdat zij de ontvangen hulp aan de verkeerde zaken zouden besteden.
De werkwijze van Duflo c.s. is dat zij hun modellen in de praktijk uittesten in plaats van rekenkundige schema’s achter hun bureau te bedenken. Zij maken gebruik van het wetenschappelijk model van Gerandomiseerd onderzoek met controlegroep, waarbij getoetst wordt of een bepaalde methodiek werkt in één controlegroep. Een andere groep hanteert deze methode niet. Je kunt dus controleren of een bepaalde ingreep effectief is. In onder meer de geneeskunde is deze manier van werken, waarbij verschillende behandelingen worden uitgetest en geëvalueerd, al lang ingeburgerd.
Zij richten zich op relatief kleine en specifieke problemen die bijdragen aan de armoede. Daarbij zetten zij experimenten op, die aansluiten op de alledaagse praktijk van lage en middeninkomenslanden. Het Poverty LAB werkt al meer dan twintig jaar op deze manier. Het veldwerk heeft geleid tot aanbevelingen voor de politiek en veranderde daarmee ontwikkelingshulp als zodanig.
Kleine initiatieven kunnen het verschil maken. Bij wijze van experiment kregen gezinnen in de Indiase deelstaat Rajasthan een zak linzen als ze maar hun kinderen lieten inenten. Het resultaat was een aanzienlijke verhoging van de vaccinatiegraad.
Een ander initiatief hield in om bij iedere pomp in arme dorpen een fles chloor neer te zetten. Door dit idee zijn de levens van duizenden mensen gered, die voorheen aan diarree stierven.
Het Poverty Action Lab onderzocht in Kenia hoe arme leerlingen betere schoolprestaties konden leveren. Het gratis verstrekken van schoolboeken werkte niet, net zomin als gratis maaltijden. Uiteindelijk bleek een medicijn tegen worminfectie het wondermiddel. Door buikklachten waren ze namelijk anders gedwongen om thuis te blijven in plaats van naar school te gaan.

## Klimaatverandering en armoedebestrijding
In een lezing voor de École des hautes études commerciales de Paris wijst Duflo op de verantwoordelijkheid voor de klimaatverandering het Westen  op zich te nemen.
Uit metingen tussen 1990 en 2015 blijkt dat de 10 procent rijkste mensen op deze wereld verantwoordelijk is voor 50 procent van de uitstoot van broeikasgassen. De armste helft van de wereldbevolking (3,5 miljard mensen) veroorzaakt slechts 10 procent van de vervuiling, terwijl zij juist het slachtoffer zijn van catastrofale stormen, droogte en andere weersverschijnselen die te maken hebben met klimaatverandering.
Bosbranden teisteren Noord-Amerika, Canada en Europa. Duflo wijst erop dat de arme mensen al decennia wonen in gebieden, waar het extreem heet en onleefbaar dreigt te worden. Samen met de verwachte bevolkingsgroei zal, bij ongewijzigd beleid, dit lot binnen 50 jaar zo’n 30% van de wereldbevolking treffen.
De mogelijkheden die landen hebben om zich toenemende hitte te beschermen verschillen. Saoedi-Arabië is een rijk land en mensen kunnen daar de warmte ontvluchten door het gebruik van airco’s. Pakistan dat dezelfde extreme hitte kent, heeft deze luxe niet. Dezelfde ongelijkheid bestaat er tussen de Amerikaanse staat Californië en India. In dit laatste land hebben boeren en arbeiders die altijd buiten werken geen keus om zich in een binnenruimte terug te trekken.
Duflo voorspelt dat hitte doodsoorzaak nummer één zal worden. Er zullen nog meer doden gaan vallen dan bij hiv/aids en malaria. Het hitte-effect zal even groot zijn als hart- en vaatproblemen en kanker. De rijke industrielanden profiteren van de milde winters door klimaatverandering. Minder mensen zullen in dit jaargetijde sterven.
Tenzij de westerse wereld ruime financiële steun verleent, vreest Esther Duflo dat na 30 jaar vooruitgang in de armoedebestrijding er een terugval dreigt. Verbeteringen in de gezondheidszorg en het onderwijssysteem zullen verloren gaan.

## Publicaties
Esther Duflo schreef verschillende boeken in het Frans en het Engels, waarvan enkele samen met mede-Nobelprijslaureaat Abhijit Banerjee. Sommige titels zijn vertaald in het Nederlands: 
- Abhijit Banerjee, E. Duflo, Hoe economie de wereld kan redden, Thomas Rap, 2020. ISBN 9789400406308 (oorspronkelijk Good Economics for Hard Times,  ISBN 9780141986197)
- Abhijit Banerjee, E. Duflo, Een dollar per dag, Thomas Rap, 2020. ISBN 9789400407091 (oorspronkelijk Poor Economics,  ISBN 9781610390408).

- Bibsys: 2046010
- Biblioteca Nacional de España: XX5190773
- Bibliothèque nationale de France: cb16080743v (data)
- Catàleg d'autoritats de noms i títols de Catalunya: 981058529119406706
- CiNii: DA17196450
- DBLP: 147/4847
- Gemeinsame Normdatei: 12925312X
- International Standard Name Identifier: 0000 0000 7851 4053
- Library of Congress Control Number: no00065980
- Nationale Bibliotheek van Letland: 000104252
- Mathematics Genealogy Project: 198179
- Bibliotheek van het Japanse parlement: 001106419
- Nationale Bibliotheek van Tsjechië: pna2007370743
- Nationale Bibliotheek van Israël: 987007435341805171
- Nederlandse Thesaurus van Auteursnamen: 298424681
- ORCID: 0000-0001-6105-617X
- Istituto Centrale per il Catalogo Unico: PARV130695
- Système universitaire de documentation: 127872957
- Semantic Scholar: 2259683
- Virtual International Authority File: 74926739
- WorldCat: E39PBJd8c886Wq3BhD94449hpP

1969: Frisch, Tinbergen ·
1970 : Samuelson ·
1971: Kuznets ·
1972: Hicks, Arrow ·
1973: Leontief ·
1974: Myrdal, Hayek ·
1975: Kantorovitsj, Koopmans ·
1976: Friedman ·
1977: Ohlin, Meade ·
1978: Simon ·
1979: Schultz, Lewis ·
1980: Klein ·
1981: Tobin ·
1982: Stigler ·
1983: Debreu ·
1984: Stone ·
1985: Modigliani ·
1986: Buchanan ·
1987: Solow ·
1988: Allais ·
1989: Haavelmo ·
1990: Markowitz, Miller, Sharpe ·
1991: Coase ·
1992: Becker ·
1993: Fogel, North ·
1994: Harsanyi, Nash, Selten ·
1995: Lucas ·
1996: Mirrlees, Vickrey ·
1997: Merton, Scholes ·
1998: Sen ·
1999: Mundell ·
2000: Heckman, McFadden ·
2001: Akerlof, Spence, Stiglitz ·
2002: Kahneman, Smith ·
2003: Engle, Granger ·
2004: Kydland, Prescott ·
2005: Aumann, Schelling ·
2006: Phelps ·
2007: Hurwicz, Maskin, Myerson ·
2008: Krugman ·
2009: Ostrom, Williamson ·
2010: Diamond, Mortensen, Pissarides ·
2011: Sims, Sargent ·
2012: Roth, Shapley  ·
2013: Fama, Hansen, Shiller  ·
2014: Tirole  ·
2015: Deaton  ·
2016: Hart, Holmström ·
2017: Thaler ·
2018: Nordhaus, Romer ·
2019: Banerjee, Duflo, Kremer ·
2020: Milgrom, Wilson ·
2021: Imbens, Angrist, Card ·
2022: Bernanke, Diamond, Dybvig ·
2023: Goldin ·
2024: Acemoglu, Johnson, Robinson